# Confessions of a Shopaholic
Confessions of a Shopaholic is een Amerikaanse romantische komedie uit 2009 onder regie van P.J. Hogan. Het verhaal is gebaseerd op dat uit de Shopaholic-boekenreeks van Sophie Kinsella.

## Verhaal
Rebecca Bloomwood (Isla Fisher) kreeg als klein meisje van haar moeder vooral duurzame, iets minder mooie kleding, in plaats van luxueuze mode die na drie weken de prullenbak inging. Jaloers keek ze daarom altijd naar andere klanten die de mooiste spullen meenamen en daarvoor alleen een 'magisch plastic kaartje' (een creditcard) door een gleuf hoefden te halen. Ze nam zich voor om als ze groot was ook zo'n kaart te bemachtigen.
Als jonge volwassen vrouw werkt Bloomwood als journaliste voor een tuinblad. Ze heeft inmiddels niet één, maar twaalf creditcards die ze maximaal benut. Haar schuld bedraagt samen al meer dan $16.000,- en nog kan ze geen kledingwinkel voorbij lopen zonder iets te zien dat ze moet en zal kopen. Het zien van de rekeningen die aan het eind van de maand binnenvallen zorgt wel voor schrik, maar daar komt ze overheen door weer te winkelen. Hoewel Bloomwood werkt voor een tuinblad, droomt ze ervan voor modetijdschrift Alette Magazine te werken onder stijlicoon Alette Naylor (Kristin Scott Thomas). Ze mag er op sollicitatiegesprek komen, maar als ze aankomt is de vacature al intern vergeven. De receptionist wijst haar er niettemin op dat er ook een vacature is bij het financiële blad Succesfull Saving. Hij legt haar uit dat dit net als Alette Magazine eigendom is van de Dantay-West persgroep. Deze organisatie is volgens hem zo nepotistisch dat als ze daar eenmaal werkt, ze zo later ook wel bij Alette Magazine binnenkomt.
Bloomwood weet niets van de financiële wereld en maakt totaal geen indruk op Succesfull Savings hoofdredacteur Luke Brandon (Hugh Dancy). Haar huisgenoot en beste vriendin Suze (Krysten Ritter) spoort haar daarom aan om het nog eens bij Alette Magazine te proberen door een zelfgeschreven artikel als open sollicitatie op te sturen. Daarnaast schrijven de inmiddels beschonken vriendinnen ook een hatelijke brief aan Brandon. Bloomwood stopt de twee brieven alleen in de verkeerde enveloppen, zodat Brandon haar artikel krijgt. Die ziet haar schoenenverhaal als een geslaagde metafoor en biedt haar aan om drie weken op proef in dienst te komen.
Als een olifant door de porseleinkast dendert de kleurrijke, impulsieve Bloomwood vervolgens over de redactie van Succesfull Saving, die verder vooral bestaat uit grijze, wat introverte schrijvers. Om haar naam niet te bezoedelen voor een eventuele overstap naar een modeblad later, schrijft ze columns onder het pseudoniem The Girl in the Green Scarf ('het meisje met de groene sjaal'). Deze in alledaagse taal, voor het grote publiek geschreven verhalen wijken immens af van de financiële kost die doorgaans in Succesfull Saving staat. Ze slaan niettemin zo aan dat zelfs eigenaar Edgar West (John Lithgow) zich zeldzaam verrukt toont over de nieuwe cijfers. In het financiële wereldje blijken Bloomwoods door een geheel andere achtergrond ingegeven meningen en ideeën ook verfrissend nieuw. Ze wil als medewerkster aan een tijdschrift dat spaaradvies geeft wel uit alle mogelijkheid geheimhouden dat ze zelf meer dan $16.000,- aan schulden heeft. Dat valt haar niet mee wanneer incassoagent Derek Smeath (Robert Stanton) haar uit alle macht probeert op te sporen. Daarnaast valt Bloomwood voor haar behulpzame, idealistische hoofdredacteur Brandon, maar is er in de persoon van modepop Alicia Billington (Leslie Bibb) nog een andere kaper voor hem op de kust.

## Rolbezetting
| Acteur               | Personage                        |
| -------------------- | -------------------------------- |
| Isla Fisher          | Rebecca Bloomwood (hoofdpersoon) |
| Hugh Dancy           | Luke Brandon                     |
| Krysten Ritter       | Suze                             |
| Joan Cusack          | Jane Bloomwood                   |
| John Goodman         | Graham Bloomwood                 |
| Leslie Bibb          | Alicia Billington                |
| Kristin Scott Thomas | Alette Naylor                    |
| John Lithgow         | Edgar West                       |
| Julie Hagerty        | Hayley                           |
| Ed Helms             | Garret E. Barton                 |
| Lynn Redgrave        | Dronken dame                     |